# احمدآباد (شاهین‌دژ)
احمدآباد روستایی از دهستان کشاورز، بخش کشاورز، شهرستان شاهین‌دژ، استان آذربایجان غربی در ۲۵ کیلومتری شمال غرب شاهین‌دژ قرار دارد.
جمعیت این روستا در سال ۱۳۸۵، برابر با ۱۷۱۷ نفر و ۴۰۵ خانوار بوده‌است.روستای احمداباد یکی از حاصلخیزترین روستاهای منطقه است که مردم این روستا مشغول کشاورزی و دام داری هستند ورودخانه زرینه رود از نزدیکی های این روستا به سمت درباچه ارومیه در جریان است اهالی با فرهنگ و با سواد این روستا به زبان تورکی و کردی صحبت میکنند  دکتر ایرج شجاعی فرماندار ویژه شهرستان مهاباد اهل این روستا است قوپی و ادا احمد آباد که در کنار زرینه رود قرار دارد از مناطق دیدنی این روستا است رودخانه زرینه رود از نزدیکی این روستا عبور می‌کند تپه تاون آباد که به گفته افراد محلی قلعه ای باستانی بوده که خراب شده است واز قلعه انواعی ظروف سفالی می‌توان مشاهده کرد که در اثر عدم رسیدگی خراب شده است